# Никарагуанско-югославские отношения
Никарагуано-югославские отношения — исторические международные отношения между Никарагуа и ныне распавшейся Югославией. Отношения двух стран развивались в рамках Движения неприсоединения, созданного в Белграде в 1961 году. И Югославия, и Никарагуа использовали Движение неприсоединения как механизм для продвижения собственного курса во внешней политике и развитии. В рамках Движения неприсоединения Югославия тесно сотрудничала с основными членами — Индией и Египтом, а Никарагуа следовала курсом прогрессивной группы, в которой ведущую роль играла Куба. Международные отношения между двумя странами были осложнены расколом в движении. После конфликта между Тито и Сталиным в 1948 году Югославия начала политику равноудалённости от обоих блоков во время холодной войны. Также Югославия воспринимала Никарагуа как фактически союзную с СССР страну. Поэтому Белград выступил против заявки Никарагуа на проведение конференции 1989 года, и Югославия подала собственную встречную заявку, которая в итоге и была избрана движением.
Из-за тесных отношений Никарагуа с Советским Союзом ее отношения с Югославией не были столь развиты, как отношения со странами, входившими в состав экономической комиссии (СЭВ), возглавляемой Советским Союзом. В то время как экономическое сотрудничество Никарагуа в области помощи в период 1979-83 годов с Советским Союзом составило около 443,7 миллионов. долларов США, а югославская помощь Болгарии составила около 232,5 миллионов долларов, сотрудничество Никарагуа с Югославией в области взаимопомощи достигло в общей сложности объема лишь около 40 миллионов долларов. В конце ноября 1984 года Югославия отправила в Никарагуа груз продовольствия на общую сумму 106 миллионов долларов. Югославский посол Иван Койич, комментируя этот акт помощи, заявил, что «каждая из этих крупинок символизирует дни мира, которые мы желаем никарагуанскому народу».